# Jeon So-nee

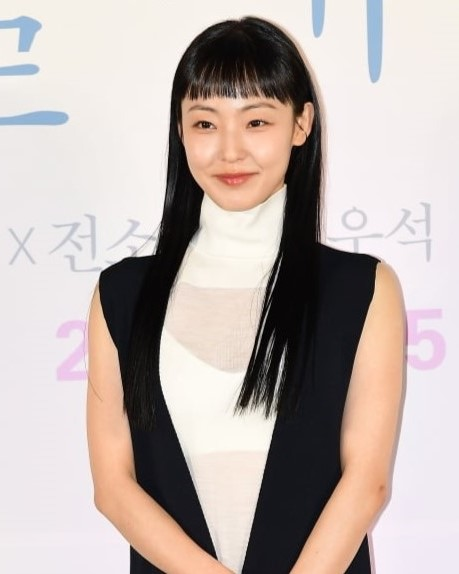
Jeon So-nee

Jeon So-nee (전소니?; 20 marzo 1991) è un'attrice sudcoreana. È nota per le sue serie televisive Namjachingu, Hwa-yang-yeonhwa e Cheongchun woldam, nonché per il remake coreano del film cinese Soulmate.

## Biografia
La madre di Jeon è Ko Jae-sook del duo musicale K-pop degli anni '70 Bunny Girls. Si è laureata al Seoul Institute of the Arts.

## Carriera
Jeon ha fatto il suo debutto come attrice attraverso il film indipendente Photo nel 2014 mentre frequentava il Dipartimento di Broadcasting Entertainment presso il Seoul Institute of the Arts. Ha deciso di diventare un'attrice quando ha lavorato a cortometraggi con major cinematografiche durante il college. Nel gennaio 2018, è stata selezionata come una delle nuove attrici più importanti del 2018 nel numero 1140 di Cine 21.
Jeon ha ricevuto attenzione grazie al suo ruolo di supporto in Namjachingu come amica di Park Bo-gum. Ha ottenuto il suo primo ruolo televisivo da protagonista attraverso il dramma di TVN Hwa-yang-yeonhwa nell'aprile 2020 al fianco di Yoo Ji-tae, Lee Bo-young e Park Jin-young. Nel luglio 2020, Jeon è stato confermato per recitare nel remake coreano del film cinese Soul Mate al fianco di Kim Da-mi e Byeon Woo-seok. Il 31 dicembre, è stata confermata come protagonista femminile del dramma KakaoTV Dangsin-ui unmyeong-eul sseugo isseumnida al fianco di Ki Do-hoon.
Nel luglio 2023, Jeon è diventata free agent dopo la fine del suo contratto con Management Soop. Jeon ha poi firmato un contratto esclusivo con la Fable Company, una nuova agenzia di intrattenimento a cui appartiene Choi Woo-shik.

## Filmografia

### Cinema
- Photo, (2014) – cortometraggio
- Chi-oebeopgwon, regia di Shin Jae-ho (2015)
- Juvenile Crime Law, (2016) – cortometraggio
- Write or Dance, regia di Lee Sang-deok (2016)[15]
- Space x Girl, (2017) – cortometraggio
- An Algorithm, regia di Min Mi-Hong (2017)
- Joe manh-eun sonyeo, regia di Kim Ui-seok (2018)
- Jo Pil-ho: The Dawning Rage, regia di Lee Jeong-beom (2019)[16]
- Ghost Walk, regia di Eun-Jeong Yu (2019)
- Soulmate, regia di Min Yong-geun (2023)

### Televisione
- Deux Yeoza – serie TV (2016)
- 72cho – serie TV (2016)
- Horror Delivery Service – serie TV (2016)
- Namjachingu – serie TV (2018-2019)[17]
- Hwa-yang-yeonhwa – serie TV (2020)[18]
- Dangsin-ui unmyeong-eul sseugo isseumnida – serie TV (2021)[19]
- Cheongchun woldam – serie TV (2023)[20]
- Kiseiju - La zona grigia – miniserie TV (2024)[21]

### Video musicali
- "어떻게 생각해" (How Do You Think?) – 2016 di Cheeze

## Riconoscimenti

### Premi e nomination
| Anno | Premio                                 | Categoria                        | Opera nominata              | Risultato | Ref.   |
| ---- | -------------------------------------- | -------------------------------- | --------------------------- | --------- | ------ |
| 2019 | 19ª edizione dei Director's Cut Awards | Premio Nuova Attrice dell'Anno   | Jo Pil-ho: The Dawning Rage | Nominata  | [ 22 ] |
| 2023 | Marie Claire Asia Star Awards          | Premio Volto dell'Asia           | Soulmate                    | Vinto     | [ 23 ] |
| 2020 | 7° Wildflower Film Awards              | Miglior attrice non protagonista | Ghost Walk                  | Nominata  |        |

### Liste
| Editore | Anno | Elenco                                           | Collocamento | Ref.          |
| ------- | ---- | ------------------------------------------------ | ------------ | ------------- |
| Cine21  | 2018 | Attori stella nascente nei film coreani nel 2018 | Selezionata  | [ 24 ] [ 25 ] |

## Doppiatrici italiane
Nelle versioni in italiano delle opere in cui ha recitato, Jeon So-nee è stata doppiata da:
- Emanuela Ionica in Kiseiju - La zona grigia